# Асоцијативна држава
Асоцијативна држава је политички термин за државу која се налази у придруженом и зависном односу према некој другој држави. Однос између придружене зависне државе и друге државе може бити регулисан путем посебних уговора, којима се у оквиру њихове политичке уније уређују послови од заједничког интереса. Уколико придружена зависна држава има међународно признати суверенитет, она га може формално задржати и тиме сачувати одређени степен независности, али у ограниченом обиму, пошто значајан део своје моћи поверава држави према којој се налази у придруженом и зависном односу. У највећем броју случајева, придружена зависна држава нема пуни суверенитет у областима спољне политике, војних послова и међународне трговине, али задржава значајан степен унутрашње самоуправе у многим другим областима политичког, привредног и друштвеног живота.
Један од најпознатијих примера за придружену зависну државу је Порторико, острвска карибска држава која се налази у придруженом и зависном односу према САД.
Придружену зависну државу не треба поистовећивати са протекторатом.

## Списак придружених зависних држава
Списак садржи 21 придружених зависних држва, с тим што се три државе (Андора, Ватикан и Кирибати) налазе у придруженом и зависном односу са по две државе. Из угла међународног права, придружене државе се по основу формалног суверенитета деле на: 
- придружене зависне државе које имају међународно признати суверенитет (нпр. Науру) и
- придружене зависне државе које немају међународни суверенитет (у списку означене курзивом, нпр. Кукова Острва).

#### Аустралија
- Кирибати
- Науру - од 1968.

#### Италија
- Ватикан - од 1929.
- Сан Марино

#### Нови Зеланд
- Кирибати
- Кукова Острва — од 1965; имају дипломатске односе са 31 земљом
- Нијуе — од 1974; има дипломатске односе са шест земаља
- Самоа

#### Пакистан
- Азад Кашмир - од 1949.
- Гилгит-Балтистан - од 1970.

#### Русија
- Абхазија - од 2001.
- Јужна Осетија - од 2001.

#### Сједињене Америчке Државе
Придружене зависне државе са суверенитетом:
- Маршалска Острва - од 1986.
- Микронезија - од 1986.
- Палау - од 1994.

Придружене зависне државе без суверенитета:
- Порто Рико - од 1952.
- Северна Маријанска острва - од 1986.

#### Француска
- Андора - од 1278.
- Монако - од 1814.
- Нова Каледонија - од 1998.
- Француска Полинезија

#### Швајцарска
- Ватикан - од 1506.
- Лихтенштајн - од 1923.

#### Шпанија
- Андора - од 1278.